# Тояма Мицуру

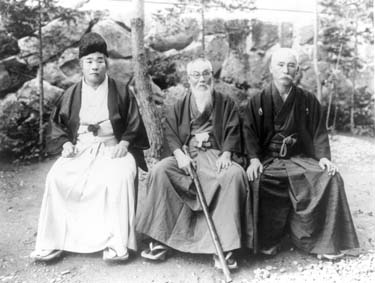
Тояма Мицуру (в центре).

Тояма Мицуру (яп. 頭山 満, 27 мая 1855 — 5 октября 1944) — японский политический деятель, лидер японских правых в начале XX века и основатель тайного общества националистов Гэнъёся.

## Ранняя жизнь
Тояма родился в бедной самурайской семье в городе Фукуока на острове Кюсю. В молодости он участвовал в восстании в Саге 1874 года.
В 1881 году Тояма стал одним из основателей «Общества тёмного океана» (яп. 玄洋社 Гэнъё:ся), тайного общества и террористической организации, основной целью которого была агитация за японскую военную экспансию и завоевание азиатского континента. Общество привлекало в свои ряды недовольных бывших самураев, а также деятелей организованной преступности для оказания помощи в его кампании по совершению насилия и убийствам иностранцев и либеральных политиков. В 1889 году Тояма и «Общество темного океана» были причастны к попытке покушения на министра иностранных дел Окума Сигэнобу.

## Скрытое сотрудничество с правительством
Незадолго до начала Первой японо-китайской войны Тояма организовал «Небесное переселение» (яп. 天入居 Тэнню:кё), тайное общество и военизированную силу, которая действовала в Корее до прихода японской императорской армии, составляя подробные топографические карты, проводя разведку китайских и корейских военных объектов и развёртывания войск, а также организацию тылового обеспечения. Вместе с членами «Общества темного океана» в Корее и Маньчжурии «Небесное переселение» предоставляло переводчиков и проводников для регулярной японской армии после её вторжения.
Тояма был решительным сторонником японского контроля над Маньчжурией и объединил усилия с антироссийским движением «Антирусское товарищество» (яп. 対露同士会 Тайро До:сикай) в 1903 году. Он также поддержал китайских революционеров-республиканцев против династии Цин и оказал существенную поддержку Сунь Ятсену. Когда в 1911 году началась Синьхайская революция, он отправился в Китай в качестве консультанта, а также лично контролировал деятельность «Общества темного океана» там и оказывал помощь Сунь Ятсену.
После китайской революции Тояма официально вышел на пенсию и отказался играть активную роль в «Обществе чёрного дракона» (яп. 黒龍会 Кокурю:кай), известного в России как Амурский союз, которое он помог создать в качестве преемника «Общества тёмного океана». Тем не менее, он оставался влиятельной закулисной фигурой в японской политике.

## Наследие
Несмотря на то, что Тояма оставался частным гражданином всю свою жизнь, он был известен как «Тень сёгуна», «шпион» и «босс боссов» ввиду его огромного скрытого влияния на политиков-националистов и преступные синдикаты якудза. Он также написал книгу о влиятельных «Трёх Сю» (Кацу Кайсю, Такахаси Дэйсю и Ямаока Тэссю). Несмотря на свой ультранационализм, Тояма парадоксальным образом состоял в хороших отношениях с Онисабуро Дэгути, одним из самых активных пацифистов Японии. Тояма был харизматичной, сложной и противоречивой фигурой на протяжении всей его жизни и остаётся таковой по сей день.
Он умер в 1944 году в своём летнем доме в Готембе, префектура Сидзуока, у основания горы Фудзи.